# Jeroen Oerlemans
Jeroen Oerlemans (15. Mai 1970 in Vught, Provinz Nordbrabant, Niederlande – 2. Oktober 2016 in Sirte, Libyen) war ein niederländischer Fotograf und Kriegsberichterstatter, der überwiegend in den Kriegsgebieten im Nahen Osten und Afghanistan arbeitete. Seine Fotografien wurden unter anderem in Newsweek, Time, The Guardian, International Herald Tribune, The Sunday Times und Courrier International publiziert.
Jeroen Oerlemans wurde in der libyschen Stadt Sirte von einem IS-Heckenschützen erschossen.

## Leben
Oerlemans wurde in Vught in der niederländischen Provinz Nordbrabant geboren. Er studierte zunächst Politikwissenschaft/Internationale Beziehungen an der Universität von Amsterdam
und im Anschluss daran Fotojournalismus am London College of Communication (LCC) (University of Arts London).
Als Freelance-Fotograf berichtete er aus zahlreichen Konfliktgebieten: Afghanistan, Haiti, Pakistan und aus fast allen Ländern des Nahen Ostens (Irak, Iran, Libanon, Sudan, Libyen, Syrien, Israel und den Palästinensischen Autonomiegebieten). In den letzten Jahren seines Lebens arbeitete er vor allem in Afghanistan, Libyen und Syrien. Seine Fotografien wurden in zahlreichen Zeitungen, Zeitschriften und Magazinen veröffentlicht.
Im Juli 2012 wurden Oerlemans und der britische Photograph John Cantlie im Norden Syriens von radikalen Islamisten gekidnappt und eine Woche lang in Gefangenschaft gehalten. Beide wurden von Kämpfern der Freien Syrischen Armee wieder befreit.
Im September und Anfang Oktober 2016 berichtete er für das belgische Magazin Knack über die Offensive von Pro-Regierungs-Kräften gegen die Dschihadistenmiliz des IS in der Stadt Sirte. Es fanden heftige Kämpfe statt.
Oerlemans begleitete ein Minenräum-Kommando in einem Stadtteil von Sirte, der bereits von Kämpfern des IS befreit schien. Dort wurde Oerlemans von einem IS-Heckenschützen getroffen, ins Krankenhaus von Misrata transportiert, wo man aber nur noch seinen Tod feststellen konnte. Laut Aussagen der Journalistin Joanie de Rijke, die ihn begleitete, war Oerlemans völlig eindeutig als Journalist erkennbar. Er trug eine kugelsichere Weste und einen Helm, als er getroffen wurde, „aber das Geschoss traf ihn an der Seite, an der Öffnung seiner Weste … Der einzige Trost ist, dass er sofort tot war und nicht leiden musste.“
Bert Koenders, der niederländische Außenminister, erklärte zu Oerlemans Tod: „Oerlemans was a journalist who went through where others stopped, driven to bring the news in pictures, especially in the trouble spots of the world. A great photographer is gone.“
(„Oerlemans war ein Journalist, der weiterging, wo andere gestoppt hätten, angetrieben von dem Willen News in Fotografien zu bringen, ganz besonders von den Krisenherden dieser Welt. Ein grosser Fotograf ist tot.“)
CPJ-Geschäftsführer Robert Mahoney sagte:
„The death of Jeroen Oerlemans is a reminder that those who bring us images and video from the frontlines often pay the heaviest price.“ („Der Tod von Jeroen Oerlemans erinnert uns daran, dass diejenigen, die uns Bilder und Videos von den Frontlinien liefern, oft den höchsten Preis bezahlen.“)
Wenn er nicht in Konfliktgebieten unterwegs war, lebte Oerlemans in Amsterdam. Er hinterlässt seine Frau und seine drei kleinen Kinder.